# Вперед, за скарбами гетьмана!
«Вперед, за скарбами гетьмана!» — український художній фільм режисера Вадима Кастеллі, відзнятий 1993 року на кіностудії «Національна кіностудія художніх фільмів імені Олександра Довженка, ВТО Фест-Земля».
У фільмі йдеться про Івана Полуботка, далекого нащадка українського гетьмана. Одного разу Іван опиняється ціллю іноземних та українських спецслужб, які впевнені, що Іван володіє кодом від банківської скриньки зі скарбами свого славетного предка. Тікаючи від несподіваної уваги, Іван потрапляє в різноманітні пригоди.

## Сюжет
У давнину український гетьман Павло Полуботок відіслав свого сина Івана з бочками, наповненими золотом, у британський банк, сподіваючись, що згодом Україна позбудеться московського ярма й тоді золото допоможе народу. Він повідомив синові код, під яким повинні зберігатися скарби.
Незадовго після здобуття Україною незалежності, за нащадком гетьмана, також Іваном Полуботком, хлопцем флегматичним і недалеким, полюють агенти КДБ та чужоземні шпигуни, щоб з його допомогою здобути скарби. Іван торгує краденим медом, залицяється до сусідки Марійки та не здогадується про своїх предків. До його села приїжджають іноземці з метою створити музей просто неба. Голова сільради показує їм відьму Одарку. Тим часом Івана розшукує КДБ, але хлопець дістає листа з наказом вирушити до Києва, тому вислизає з села до того, як його спіймали б.
Дорогою коні, що везли підводу з Іваном, лякаються циганського ведмедя. Агент КДБ, «Чорний чоловік», женеться за підводою, поки Іван опиняється в циганському таборі. Ворожка обіцяє йому різні негаразди, але врешті — великі гроші. Іван тікає з її фургона, але стикається з міліціонером, який відводить його на підпільні збори комуністів. Голова підпілля Юрій Красношапка мріє скупити всі пам'ятники Леніну, щоб створити парк, куди він пускатиме всіх охочих за гроші. Але для початку йому потрібні кошти від Івана. Іноземні зловмисники влаштовують підпал і сховок комуністів згорає. Івана відвозять до готелю, де його спокушає шпигунка Жанночка, щоб обставити все як зґвалтування. Приїжджає міліція та вигадує Івану різні провини, але обіцяє відпустити в обмін на підпис в одному документі. Іван продовжує подорож до Києва в потязі, який намагається спинити шпигун, але йому перешкоджає чаклунством Одарка.
Іван дістається до установи в Києві, де зустрічає різних історичних постатей і генерала Фелікса. Той виявляє в Івана прихований мікрофон і позбувається стеження іноземців. Генерал обіцяє зняти з Івана всі звинувачення в обмін на скарби. Тоді Іван розуміє, що ніхто не знає коду і бреше, що отримав його від діда.
Невдовзі Іван стає знаменитим, його показують по телебаченню, він виступає перед народом, обіцяючи поділитися скарбами з усіма. Агент КДБ намагається вколоти його отруєною парасолькою, та Івана захищає писанка, яку йому подарував Фелікс. Іван вирушає літаком до Англії, в літаку він зустрічає Одарку, якій зізнається, що не знає коду. Відьма каже, що Бог усе вирішить.
Готуючись до отримання скарбів, як законний спадкоємець гетьмана, Іван розкриває, що згідно з документом, у якому він раніше підписався, все золото буде відвезене в Москву. Іван потрапляє на шоу, де заявляє, що золото все одно захочуть відібрати росіяни, тому скарб мусить лишитися там, де є. Зчиняється бійка, під час якої Одарка відправляє бочки з золотом разом з Іваном в Україну.
Повернувшись додому, Іван зустрічається з Марійкою, яка не підозрює, що насправді сховано в бочках. Несподівано туди ж прибувають Горбачов, Єльцин і Кравчук, охочі здобути багатство кожен для своїх цілей. Іван бере скарб і тікає в напрямку сходу сонця.

## Акторський склад
- Олександр Бондаренко — Іван
- Юрій Мажуга — перший секретар
- Юрій Євсюков — майор
- Петро Бенюк — генерал Фелікс Корпунктович
- Євген Паперний — чорний шпигун
- Георгій Дрозд — сивий
- Наталія Гебдовська — Одарка
- Марина Ширшова — Марійка
- Ліна Кондратова — Жанночка
- Сергій Лиховид — боксер
- Олександр Мілютін — гетьман Павло Полуботок
- Борис Александров — голова сільради
- Юрій Комісаров — посол
- Олександр Дубович — Кузьма
- Юрій Оксанич — лейтенант міліції
- Пітер Бейгер — шоумен
- Микола Гудзь — президент банку
- Ганна Левченко — секретарка
- Володимир Талашко — Дзержинський
- Олександр Гудков — Ленін
- Георгій Саакян — Сталін
- Сергій Сергеєв — Лев Троцький
- Аркадій Яковлєв — Берія
- Володимир Романовський — Микита Хрущов
- Михайло Храбров — Леонід Брежнєв
- Володимир Яременко — Михайло Горбачов
- Георгій Суворов — Борис Єльцин
- Олександр Дорошенко — Леонід Кравчук

## Знімальна група
- Сценаристи: Леонід Слуцький, Василь Трубай, Вадим Кастеллі
- Режисер-постановник: Вадим Кастеллі
- Художники-постановники: Олександр Даниленко, Олександр Шеремет
- Оператор-постановник: Віталій Запорожченко
- Композитор: Ігор Стецюк
- Звукооператор: Володимир Сулимов
- Режисер монтажу: Наталя Боровська

## Створення
«Вперед, за скарбами Гетьмана» — єдиний повнометражний художній фільм Вадима Кастеллі, створений після короткометражного фільму «Посилка для Маргарет Тетчер» (1990). Обидва фільми пов'язані, короткометражна робота описує засновані на реальному випадку пригоди діда з українського села, який малює писанки і бажає подарувати їх Маргарет Тетчер, але йому перешкоджає радянська влада; ця історія згадується у «Вперед, за скарбами Гетьмана». Кастеллі презентував свій перший фільм у Німеччині, Великій Британії та Італії, а на фестивалі «Молодість-90» стрічка отримала диплом журі «За гротеск та політичну далекоглядність».
Сценарист Леонід Слуцький запропонував Кастеллі зняти повнометражну комедію за власним сценарієм про скарби гетьмана Павла Полуботка. Кастеллі не сподобався сценарій, але ідею він визнав придатною для екранізації. Сам Кастеллі визначав свій фільм як постмодерністський. Спочатку «Вперед, за скарбами Гетьмана» планували знімати на кіностудії Довженка, де порадили залучити приватних інвесторів. Таким стала студія «Фест-Земля», художнім керівником якої на той час був режисер Володимир Савєльєв, знайомий Кастеллі.
У серпні 1991 року вдалося зафільмувати епізод з відплиттям козаків. На студії Довженка відмовилися продовжувати роботу над фільмом на українську тематику, поки не з'ясується політична обстановка в Москві. Тоді представник української діаспори з США, Ігор Федорович, виділив гроші на фільм. Зйомки поновилися в 1993 році та відбувалися на Київщині в Обухівському районі. Музику написав Ігор Стецюк. Одну з провідних пісень фільму «Гей, Іване» написали Брати Гадюкіни.

## Нагороди
- 1994 — Приз Міністерства культури і мистецтв України — Кінофорум молодих кінематографістів (м. Ялта).